# Potamoteri
El potamoteri (Potamotherium miocenicum, literalment, 'bèstia de riu') és un gènere extint de mamífers carnívors de la família dels semantòrids, relacionats amb els pinnípedes. Va viure durant el període del Miocè.
Potamotherium mesurava aproximadament 1,50 m de longitud, amb un cos de forma allargada i potes amb membranes interdigitals. Va ser, amb gairebé tota seguretat, un bon nedador, encara que posseïa poc desenvolupat sentit de l'olfacte, compensant-ho amb una bona visió i oïda.